# 大砲の餌食
大砲の餌食（たいほうのえじき、大砲のエサ、キャノン・フォダー、キャノン・フォッダー、英語: Cannon fodder）とは、敵軍の攻撃や砲撃に直面した、軍や政府からは使い捨ての消耗品として扱われる、兵士その他戦闘員を指す非公式かつ侮蔑的な言い方である。一般的には、戦略的な目標を達成するために、非常に多くの犠牲者が出ると見込まれる絶望的な戦いに兵士が向かわされているときなどに使われる。例えば第一次世界大戦の塹壕戦にはよく使用された。歩兵のほかの兵科や軍種（たとえば砲兵、あるいは海軍や空軍など）にも、または軍事的価値の高い歴戦の部隊に対して、経験の浅い兵士や使い捨てにしてもいいような人員からなる価値の低い部隊に対しても使われる。
「フォダー」（fodder）とは家畜の飼料のことであり、兵士を敵の大砲のための飼料とみなす比喩表現である。

## 用例
兵士を「エサ」、つまり戦闘で消費されるえじき以上のものと見ない考えの例は、少なくとも16世紀にさかのぼる。たとえば、ウィリアム・シェイクスピアが16世紀末に著した歴史劇『ヘンリー四世 第1部』には、老騎士フォルスタッフの率いる兵士らのみすぼらしさをからかった王子に対し、こんな連中でも火薬のえさにするには十分だ、墓穴に投げ込んでいっぱいにするには十分だとやりかえしている。
「大砲の餌食」という表現の初出とみられるのはフランスの著述家・政治家フランソワ＝ルネ・ド・シャトーブリアンの1814年の『ボナパルトとブルボン家』（De Bonaparte et des Bourbons）という反ナポレオン的なパンフレットである。シャトーブリアンはナポレオンの治世の末期の新兵に対して冷笑的な調子で批判を行っている。
英語の文献で「大砲の餌食」（キャノンフォダー）という言葉が現れたのは、ベルギーの作家ヘンドリック・コンシャンスとみられる。1861年のロンドンの「モーニング・クロニクル」紙にも同様の表現が登場する。そして第一次世界大戦でこの表現は人口に膾炙するところとなった。

## 関連用語
- 決死隊（Forlorn hope） - 防御の堅い敵に対し第一波攻撃を行う、非常に高い死亡率が見込まれる部隊。
- 人間の盾（Human shield） - 非戦闘員の犠牲が見込まれるため軍事的目標に対する攻撃がためらわれる状態。
- 人海戦術 - 防御の堅い敵に対し、倒しきれないほど大量の兵士を突撃させる飽和攻撃。
- 懲罰部隊 - 軍法会議で有罪になった兵士や、刑務所にいる受刑者からの志願兵・強制徴集兵などで構成される、危険または不快な任務を課される部隊。
- 突撃部隊（英語版） - 敵陣に浸透して敵の後方を急襲する、犠牲となる可能性の高い任務に就く部隊。第一次世界大戦時のドイツの突撃大隊など。
- 自殺攻撃 - 命と引き換えの攻撃。神風特別攻撃隊、ゾンダーコマンド・エルベ、自爆テロなど。